# Subdivisions du Ghana

Régions administratives du Ghana

La république du Ghana est divisée en 16 régions, elles-mêmes subdivisées en districts (261 au total). Les limites régionales actuelles ont été officiellement établies à la suite d'un référendum organisé le 27 décembre 2018, qui a créé six nouvelles régions. Avant le référendum de 2018, la région administrative la plus récente était celle de l'Upper West, officiellement inaugurée en 1987.

## Régions
- Région d'Ashanti (Ashanti) divisée en 30 districts (1 District métropolitain, 7 Districts municipaux et 22 Districts ordinaires).
- Région du Bono (en) (Bono).
- Région du Bono orientale (en) (Bono East).
- Région d'Ahafo (en) (Ahafo).
- Région du Centre (Central) divisée en 20 districts (1 District métropolitain, 7 Districts municipaux et 22 Districts ordinaires) (1 District métropolitain, 6 Districts municipaux et 13 Districts ordinaires).
- Région des savanes
- Région Orientale (Eastern) divisée en 26 districts (7 Districts municipaux et 19 Districts ordinaires).
- Région du Grand Accra (Greater Accra) divisée en 16 districts (2 Districts métropolitains, 7 Districts municipaux et 7 Districts ordinaires).
- Région du Nord (Northern) divisée en 26 districts (1 District métropolitain, 1 District municipal et 24 Districts ordinaires).
- Région du Haut Ghana oriental (Upper East) divisée en 13 districts (2 Districts municipaux et 11 Districts ordinaires).
- Région du Haut Ghana occidental (Upper West) divisée en 11 districts (1 District municipal et 10 Districts ordinaires).
- Région du Nord ouest (en) (North East) divisée en 6 districts (2 District municipal et 4 Districts ordinaires).
- Région d'Oti (Oti).
- Région de la Volta (Volta) divisée en 25 districts (5 Districts municipaux et 20 Districts ordinaires).
- Région Occidentale (Western) divisée en 22 districts (1 District métropolitain, 2 Districts municipaux et 19 Districts ordinaires).
- Région du Nord ouest (en) (Western North).